# Adieu monsieur Haffmann
Pour plus de détails, voir Fiche technique et Distribution.
Adieu monsieur Haffmann est un film français de Fred Cavayé sorti en 2022. C'est l'adaptation de la pièce de théâtre du même nom de Jean-Philippe Daguerre.

## Synopsis
Paris, été 1941. Les persécutions menées par le régime de Vichy à l’encontre des juifs s’accélèrent en zone occupée. Joseph Haffmann, un bijoutier juif, pousse sa femme et ses trois enfants à quitter Paris pour la zone libre après avoir constaté qu'une affiche a été collée sur le mur de sa boutique, émanant de la Préfecture de la Seine, indiquant un recensement de tous les juifs domiciliés dans le Département de la Seine avant le 20 août 1941, en application de la loi du 2 juin 1941. Il explique à son épouse devoir d’abord s'occuper de sa boutique, qu’il espère récupérer une fois la guerre terminée. Haffmann propose ainsi un accord à son employé, François Mercier, qu’il connaît pourtant très peu. Il offre à Mercier la possibilité de devenir propriétaire de sa bijouterie, via un faux acte de vente ; bijouterie qu’il gérerait le temps de son exil et que Haffmann récupérerait à la fin de la guerre. En échange, Mercier et sa femme peuvent emménager dans l’appartement des Haffmann, qui se trouve au dessus de la bijouterie, et Joseph aidera ensuite Mercier à créer sa propre échoppe. Mercier accepte et devient propriétaire du commerce. Cependant, Haffmann échoue à quitter Paris et est contraint de trouver refuge dans la cave de sa boutique, qui ne lui appartient plus.
À deux reprises, les juifs du quartier sont arrêtés (d'abord les juifs étrangers, puis tous).
François Mercier vend des bijoux à un Allemand, le commandant Jünger, qui en échange lui fournit des bijoux volés à des juifs. Comme il n'est pas aussi bon bijoutier que Haffmann, il fait travailler ce dernier à la cave.
Le couple ne réussit pas à avoir d'enfant et un test de fertilité fait par Blanche s'avère positif. François qui a priori est stérile, demande à sa femme de coucher avec Haffmann pour tomber enceinte. Ce qu'elle refuse dans un premier temps, puis finit par accepter. Mais ça ne fonctionne pas, donc il faut rétitérer. Blanche retrouve donc Joseph régulièrement dans la cave.
Mais en réalité Joseph et Blanche ne partagent pas de sexualité et se contentent de discuter.
En outre Blanche découvre que François brûle les lettres de Joseph au lieu de les poster, arguant que c'est trop dangereux.
Un soir qu'il rentre ivre d'une soirée avec des Allemands, François viole sa femme.
Un jour que le commandant Jünger est dans la boutique, Joseph sort volontairement de la cave. Le commandant dira à François « La chance c'est comme la guerre, ça ne dure pas ». Joseph dira à François « tu vois la peur peut changer de camp ».
François dérobe la carte d'identité de Joseph pour aller revendre son tableau de Monet et se fait arrêter dans la rue par des policiers français. Blanche qui voit la scène n'intervient pas.
Blanche libère Joseph de la cave, lui donne la carte d'identité de François et l'invite à s'enfuir.

## Fiche technique
- Réalisation : Fred Cavayé
- Scénario : Fred Cavayé et Sarah Kaminsky, d'après la pièce de théâtre de Jean-Philippe Daguerre
- Musique : Christophe Julien
- Photographie : Denis Rouden
- Montage : Mickael Dumontier
- Décors : Philippe Chiffre
- Production : Vanessa Djian, Fabrice Gianfermi, Philippe Rousselet, Patrice Arrat, Gauthier Lovato
- Sociétés de production : Vendôme Production, Dadai Films, France 2 Cinéma et Belga Productions, en association avec les SOFICA La Banque Postale Image 13, Cinéaxe 2 et Cinémage 15
- Société de distribution : Pathé (France)
- Budget : 11,80 millions d'euros
- Pays de production :  France
- Langue originale : français
- Format : couleur
- Genre : drame, historique
- Durée : 116 minutes
- Dates de sortie :
  - France : 12 janvier 2022
  - Belgique, Suisse romande : 12 janvier 2022

## Distribution
- Daniel Auteuil : Joseph Haffmann
- Gilles Lellouche : François Mercier
- Sara Giraudeau : Blanche Mercier
- Nikolai Kinski : commandant Jünger
- Mathilde Bisson : Suzanne, l'amie de Jünger
- Anne Coesens : Hannah Haffmann
- Nema Mercier : Dora Mercier
- Tiago Coelho : Maurice Haffmann
- Alessandro Lanciano : André Haffmann
- Jérôme Cachon	: policier civil rafle
- Guillaume Marquet : policier arrestation
- Yoann Blanc : le boucher passeur
- Pierre Forest : le médecin
- Claudette Walker : Mme Rosenberg
- Pierre Reggiani : M. Rosenberg

## Production

### Tournage
Des scènes sont tournées rue Berthe et rue Androuet dans le 18e arrondissement de Paris,.
Ayant commencé juste avant l'éclatement de la pandémie de Covid-19, le tournage est interrompu par le premier confinement. Les décors des rues sont alors maintenus tels quels. Le tournage y reprend début juin, après qu'une partie des décors a été vandalisée. Les images du quartier à l'arrêt pendant l'épidémie, couplées au fait que le décor évoque celui de la Seconde Guerre mondiale, ont fait le tour du monde et ont été reprises par le New York Times.
Dans l'élaboration des personnages, on peut avancer que le rôle de Sara Giraudeau est fortement inspiré de la personnalité de la mère et de la grand-mère du réalisateur, et met en avant le côté « terrien » de ces deux Bretonnes. Amoureux de la Bretagne, sa région natale, le réalisateur a en plus distillé dans la narration un extrait du commentaire radiophonique d'une rencontre de football entre le Stade rennais et Paris ; pour cela il a fallu trouver une voix comparable à celle des enregistrements.

### Musique
Le film utilise la chanson Parlez-moi d'amour par Lucienne Boyer.

## Accueil

### Accueil critique
Après avoir été présenté en avant-première le 12 novembre 2021 au Festival du film de Sarlat, le film sort sur les écrans français, belges et suisses le 12 janvier 2022.
La critique est globalement positive. Le site Allociné propose une moyenne de 3,3/5 à partir de l'interprétation de 12 critiques de presse. Cinéman donne une critique de 4/5.
Pour Ouest-France, il s'agit là d'une « leçon d'histoire subtile et terriblement efficace ». Télé-Loisirs trouve le long-métrage « intense et très émouvant ». La Voix du Nord salue la prestation des trois comédiens : « Un huis clos maîtrisé, et trois belles performances de comédiens, Daniel Auteuil, Gilles Lellouche et Sara Giraudeau. »
La critique des Cahiers du cinéma est moins enthousiaste : « Dans ce film où règnent les “silences-qui-en-disent-long” pour faire miroiter une pseudo profondeur, seul Auteuil, au jeu volontairement raide, parvient à se distinguer. » De même, pour Le Monde, « la mayonnaise ne prend pas ».

### Box-office
Pour son premier jour d'exploitation en France, Adieu monsieur Haffman cumule 34 719 entrées, dont 7 480 en avant-première, pour 610 copies. Pour sa 4e semaine d'exploitation en France, le film se place en 6e position avec 90 711 entrées. Il précède le film Les Promesses (85 422) et succède au film Presque (124 397). Au bout de 7 semaines d'exploitation au box-office français, Adieu monsieur Haffman cumule 724 729 entrées.
| Pays ou région | Box-office      | Date d'arrêt du box-office | Nombre de semaines |
| -------------- | --------------- | -------------------------- | ------------------ |
| France         | 745 704 entrées | 8 mars 2022                | 8                  |
| Total mondial  | 5 781 484 $     | -                          | -                  |

## Distinctions

### Récompenses
- Festival du film de Sarlat 2021[15] :
  - Salamandre d'or
  - Prix d'interprétation pour Sara Giraudeau